# صبغي 15

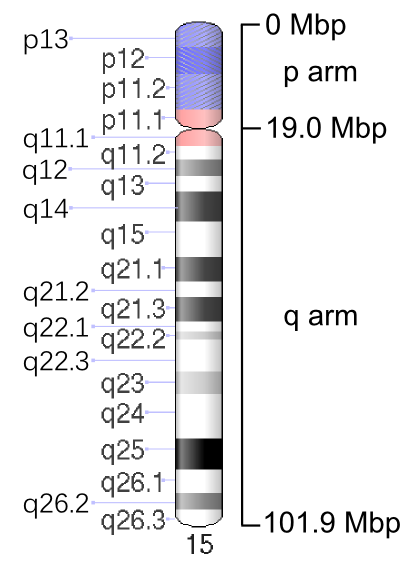
مخطط الصبغي البشري 15

الصبغي البشري الخامس عشر (بالإنجليزية: Chromosome 15)‏ وهو أحد ثلاثة وعشرين زوجاً صبغياً بشرياً، والشخص الطبيعي يملك زوجاً من هذا الصبغي ورث أحدهما عن أبيه والآخر من أمه، ويحوي الصبغي 15 حوالي 106 مليون زوجاً من نيكليوتيدات الدنا ويمثل تقريباً 3.5% من الدنا الخلوي , وقد يحوي ما بين 700 إلى 900 مورثة من أصل 20 إلى 25 ألف مورثة يقدر وجودها في الإنسان.